# Белл, Тереза
Тереза Белл (англ. Teresa Bell; род. 28 августа 1966, Вашингтон-Кроссинг, Пенсильвания), в девичестве Заржечны (англ. Zarzeczny) — американская гребчиха, выступавшая за сборную США по академической гребле в 1990-х годах. Серебряная призёрка летних Олимпийских игр в Атланте, обладательница серебряной и двух бронзовых медалей чемпионатов мира, победительница многих регат национального и международного значения.

## Биография
Тереза Заржечны родилась 28 августа 1966 года в небольшом поселении Вашингтон-Кроссинг округа Бакс, штат Пенсильвания.
Первого серьёзного успеха на взрослом международном уровне добилась в сезоне 1991 года, когда вошла в основной состав американской национальной сборной и побывала на чемпионате мира в Вене, откуда привезла награду серебряного достоинства, выигранную в лёгких парных двойках — пропустила вперёд только экипаж из Германии.
В 1992 году в парных двойках лёгкого веса выиграла бронзовую медаль на мировом первенстве в Монреале, уступив командам из Германии и Канады.
На чемпионате мира 1993 года в Рачице попасть в число призёров не смогла, показав на финише четвёртый результат.
В 1994 году в парных двойках лёгкого веса получила бронзу на домашнем мировом первенстве в Индианаполисе, здесь её обошли канадские и китайские спортсменки.
На чемпионате мира 1995 года в Тампере в той же дисциплине сумела квалифицироваться лишь в утешительный финал B.
Благодаря череде удачных выступлений удостоилась права защищать честь страны на летних Олимпийских играх 1996 года в Атланте. Вместе с напарницей Линдси Бёрнс в лёгких парных двойках пришла к финишу второй позади команды из Румынии и тем самым завоевала серебряную олимпийскую медаль.
После атлантской Олимпиады Белл ещё в течение некоторого времени оставалась в составе гребной команды США и продолжала принимать участие в крупнейших международных регатах. Так, в 1997 году она выступила на мировом первенстве в Эгбелете, где в парных двойках лёгкого веса заняла пятое место. Вскоре по окончании этих соревнований приняла решение завершить спортивную карьеру.